# Палець Мортона

Тильна поверхня правої стопи з пальцем Мортона (зображення зліва) і без (зображення справа). Пунктирна лінія підкреслює положення суглоба. Плюсни жовтого кольору.

Палець Мортона на нозі — це стан першої плеснової кістки, яка коротша за другу плеснову кістку (див. схему). Це різновид брахіметатарсії.
Цей стан є результатом передчасного закриття ростової пластини першої плеснової кістки, що призводить до короткого великого пальця стопи, що надає другому пальцю ноги вигляду довгого порівняно з першим.
Плеснові кістки позаду пальців ніг мають різну довжину, і відносна довжина у людей різна. Для більшості стоп плавний вигин можна простежити через суглоби біля основи пальців (плесно-фалангові, або MTP, суглоби). Але на стопі Мортона лінія повинна вигнутися різкіше, щоб пройти через основу великого пальця, як показано на схемі. Це пояснюється тим, що перша плесна, розташована за великим пальцем стопи, коротша порівняно з другою плесновою кісткою, розташованою поруч. Довша друга плесна висуває MTP-суглоб біля основи другого пальця вперед.
Якщо великий і другий палці на нозі мають однакову довжину (вимірюється від MTP-суглоба до кінчика, включаючи лише кістки або фаланги пальців), то другий палець на нозі виступатиме далі, ніж великий, як показано на фото. Якщо другий палець на нозі коротший за великий, великий палець все одно може стирчати найдальше, або різниця може бути незначною.

## Представлення
Найбільш поширеним симптомом, який виникає через палець Мортона, є мозоля та/або дискомфорт у підошві стопи біля основи другого пальця. Головка першої плеснової кістки (передній кінець плеснової кістки, біля основи великого пальця стопи) зазвичай несе більшу частину ваги тіла людини під час пропульсивних фаз ходи, але оскільки головка другої плеснової кістки знаходиться далі вперед, сила передається там. Біль також може відчуватися в зводі стопи, у щиколотці першої та другої плеснових кісток.
У культурах носіння взуття палець Мортона може бути проблематичним. Наприклад, носіння взуття з профілем, який не вміщує довший другий палець, може викликати біль у стопі. Невелике дослідження (за участю 80 осіб) не виявило статистично значущої різниці в частоті подовження других пальців на ногах між людьми з врослими нігтями та без них, але тісне та погано підібране взуття, як правило, підвищує ризик вростання нігтів, і взуття часто занадто тісне на носках. Тісна коробка під носок взуття також може спричинити молоткові пальці.

### Супутній стан
Серед проблем, пов’язаних із пальцем Мортона, є те, що розподіл ваги спричиняє розширення передньої частини стопи, коли вага переміщується від першого вкороченого пальця до інших. Звичайне взуття часто викликає метатарзалгію та невриному, оскільки взуття зсуває пальці ніг, отже, у випадку невроми Мортона. Рекомендується широке взуття.

## Лікування
Безсимптомні анатомічні зміни стоп зазвичай не потребують лікування.
Консервативне лікування болю в стопі при пальці Мортона може включати вправи або розміщення гнучкої подушечки під першим пальцем і плесновою кісткою; ранню версію останнього лікування колись запатентував Дадлі Джой Мортон. Відновлення нормальної функції пальця Мортона за допомогою пропріоцептивних ортезів може допомогти полегшити численні проблеми стоп, такі як метатарзалгія, молоточкові пальці, буніони, неврома Мортона, підошовний фасціїт і загальна втома стоп. Рідкісні випадки інвалідизуючого болю іноді лікують хірургічним шляхом.

## Поширеність
Палець Мортона — міноритарний варіант форми стопи. Його зареєстрована поширеність різна в різних популяціях, за оцінками від 2,95% до 22%. Дослідження Болгарської академії наук показало, що він набагато більш поширений серед болгар. Інше дослідження народу ідома в Нігерії показало, що майже третина людей має цей стан.

## Етимологія
Назва походить від американського хірурга-ортопеда Дадлі Джоя Мортона (1884–1960), який спочатку описав це як частину тріади Мортона (він же синдром Мортона або синдром стопи Мортона): вроджену коротку першу плеснову кістку, гіпермобільний сегмент першої плеснової кістки та мозолі під другою та третьою плесновими кістками.
Плутанина виникла через використання «стопи Мортона» для іншого стану, метатарзалгії Мортона, яка вражає простір між кістками і названа на честь Томаса Джорджа Мортона (1835–1903).

## Культура

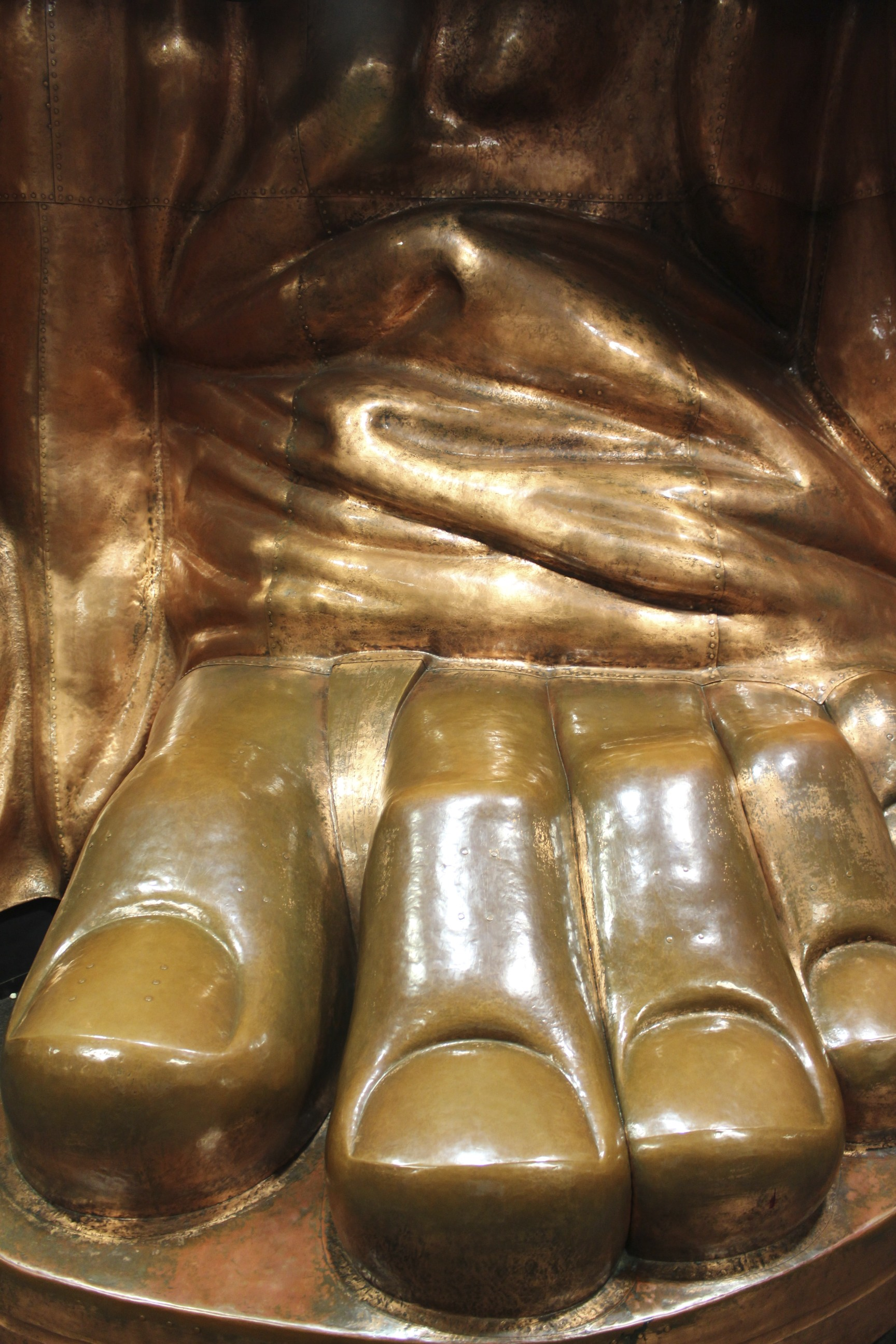
Стопа Статуї Свободи

Палець на нозі Мортона, особливо версії «другий палець є довшим», давно пов’язані зі спірними антропологічними та етнічними інтерпретаціями. Мортон назвав це Metatarsus atavicus, вважаючи це атавізмом, що нагадує долюдські хапальні пальці. У статуях і взутті більш виступаючий другий палець називають грецькою стопою (на відміну від єгипетської стопи, де великий палець довший).
Це була ідеалізована форма в грецькій скульптурі (сучасні греки мають більшу поширеність грецьких стоп), і це зберігалося як естетичний стандарт протягом римського періоду та епохи Відродження, а також пізніше, наприклад, на Статуї Свободи, яка має пальці такої пропорції. Деякі відомі класичні та ренесансні твори мистецтва, на яких зображений палець Мортона, включають «Борець із Квірінала», «Народження Венери», «Лаокоон та його сини» та «Діана Версальська».
Існують також асоціації в кельтських групах. Французи зазвичай називають його pied grec (подібно до того, як італійці називають це piede greco), але іноді pied ancestral або pied de Néanderthal.